# KV43
KV 43 est le tombeau de Thoutmôsis IV. Il est situé dans la vallée des Rois, dans la nécropole thébaine sur la rive ouest du Nil face à Louxor en Égypte. Elle a été découverte en 1903 par Howard Carter puis fouillée ultérieurement par Theodore Monroe Davis.

## Découverte
Cette tombe a été découverte par Howard Carter en janvier 1903 dans le cadre du dégagement systématique d'une petite vallée qui s'étend à l'ouest de la tombe de Ramsès III (KV3). Ces fouilles ont été menées par l'Antiquities Service pour le compte de Theodore Monroe Davis. Un vase d'albâtre portant le nom de Thoutmôsis IV avait été découvert en 1902 un peu plus haut dans la vallée, ce qui avait amené Carter à penser qu'il était proche de la tombe. En janvier 1903, les recherches atteignirent la base d'une falaise abrupte ; à cet endroit, le substrat rocheux s'élève pour former une plate-forme naturelle qui fut nivelée pour recevoir la coupe de la tombe. Sur cette plate-forme, devant l'entrée de la tombe, deux dépôts de fondation intacts ont été mis au jour, contenant des récipients en albâtre et des outils de modelage ; l'un d'entre eux, une soucoupe en albâtre, avait été usurpé à Hatchepsout. La découverte de ces objets, ainsi que d'autres portant également le nom du roi, confirme qu'il s'agit bien de la tombe de Thoutmôsis IV. Le 18 janvier 1903, l'entrée est suffisamment dégagée pour permettre une exploration ; Davis étant parti pour Assouan, Carter, incapable de le contacter, décide d'entrer quand même dans la tombe, invitant l'égyptologue amateur américain Robb de Peyster Tytus à l'inspection.

## Description

Tombe KV43 :A – EntréeB – CorridorC – EscalierD – CorridorE – PuitsF – Première salle à colonnesG – Couloir abruptH –EscalierI – AntichambreJ – Chambre funéraireJa à Jd – Magasins de stockage

La tombe reprend la conception et la disposition de la KV35, mais elle est plus précise dans son découpage et son alignement. Les trois premiers couloirs se terminent par un puits profond avec une chambre au fond. L'axe tourne ensuite de 90 degrés avec la première salle à piliers qui mène, par des escaliers et un couloir en pente, à l'antichambre et à la chambre funéraire. Contrairement à la KV35, l'extrémité de la chambre funéraire est abaissée pour former une « crypte » pour le sarcophage. La présence de niches magiques, que l'on retrouve dans toutes les tombes de la fin de la XVIIIe et du début de la XIXe dynastie, est une caractéristique innovante de cette tombe. Quatre réserves sont disposées symétriquement de part et d'autre de la chambre funéraire.

## Contenu
La tombe n'a pas trop souffert des inondations et ses peintures murales sont bien conservées. Elles présentent essentiellement des scènes sur fond jaune-or figurant le roi accueilli dans l'au-delà par les dieux dont Osiris, Anubis et Hathor, les trois dieux principaux associés à la mythologie de la mort.
Le tombeau a été entièrement dévalisé dans l'Antiquité et Carter a trouvé le passage d'entrée partiellement rempli de débris et d'objets cassés. La porte bloquée et peinte menant à la première salle à piliers a été pénétrée par des voleurs. Des preuves plus tangibles de leur présence ont été trouvées dans la salle : une corde en fibre de palmier était encore attachée à l'une des colonnes, et son extrémité atteignait le fond du puits. Dans l'antichambre, des sceaux portant le nom d'Horemheb se sont ajoutés au sceau original de la nécropole, le « chacal sur les captifs », sur une porte partiellement obstruée.
Le sarcophage en pierre rouge du pharaon, couvert de textes et de figures en jaune, était toujours en place dans la chambre funéraire. Son couvercle était posé à côté de lui, soutenu par des dalles de pierre et une tête de vache en bois sculpté. Le sarcophage et son couvercle ont une tête arrondie et un pied carré. Nephtys, les bras levés, se trouve sur la tête du sarcophage, tandis qu'Isis, dans la même attitude, se trouve aux pieds. Les côtés représentent le roi avec Anubis, accompagné d'un texte. Le sarcophage ne contenait que deux figurines en bois, la momie du roi ayant été retrouvée cinq ans plus tôt parmi les momies royales conservées dans KV35.
La chambre funéraire contenait également les restes d'un char, autrefois recouvert de feuilles d'argent et décoré de scènes représentant le roi tuant des ennemis, un gantelet d'archer en cuir rouge et vert, des parties d'un vêtement tissé en tapisserie colorée portant le nom d'Amenhotep II, des statuettes du roi peintes en noir, des fragments de vases en pierre, des poignées d'éventail brisées et des parties d'un trône en bois de cèdre.
L'inspection des chambres latérales a donné des résultats variables : le magasin Ja (voir le plan) ne contenait qu'un amas d'enveloppes de lin provenant d'une momie ; le magasin Jb contenait des momies de viande et d'oiseaux ; le magasin Jc contenait des jarres brisées et de grandes quantités de céréales ; le magasin Jd contenait des amas de récipients de faïence brisés et de shabti, ainsi que la momie non enveloppée d'un jeune garçon appuyé contre le mur. Ce garçon est probablement le prince Amenemhat, dont les jarres canopes ont été trouvées dans la tombe. Les jarres canopes de la princesse Tentamon ont également été trouvées, ce qui indique qu'elle a été enterrée dans la tombe de son père. Aucune trace de blocage ou de scellement n'a été trouvée à l'entrée de ces chambres, qui étaient donc probablement fermées par des portes en bois, pillées depuis longtemps, comme en témoignent les douilles et le linteau en bois du magasin Ja.

## Décoration
Seules deux pièces de cette tombe ont été décorées : la partie supérieure du puits et l'antichambre. Les plafonds de ces deux espaces sont décorés d'étoiles jaunes sur fond bleu. Dans le cas du puits, seuls deux murs sont entièrement décorés : ils commencent par une frise de kheker et le mur gauche représente Thoutmosis devant Osiris, Anubis et Hathor. L'autre mur est inachevé et représente Anubis. De même, dans l'antichambre, seuls deux murs sont peints et présentent le même schéma décoratif répétitif du roi devant différents dieux.
Le caveau lui-même n'a pas reçu son décor, le trépas du roi ayant certainement interrompu le travail. Certaines figures semblent avoir été terminées à la hâte, ce qui cadrerait bien avec l'hypothèse d'un décès subit et inattendu de Thoutmôsis IV.
Une autre hypothèse serait que les figures en question auraient été martelées lors de l'épisode amarnien puis restaurées par la suite.

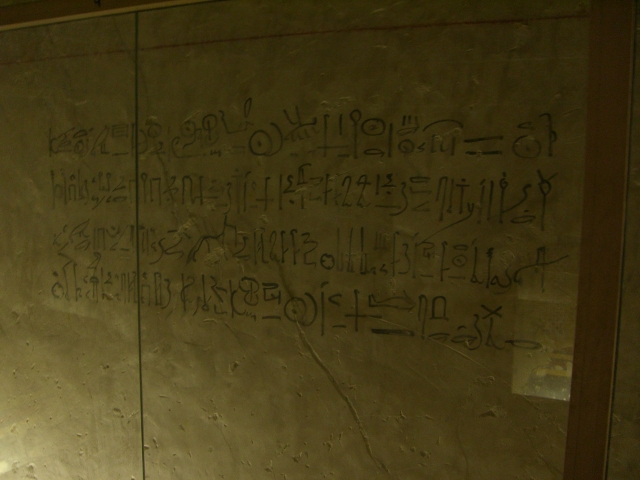
Antichambre de la tombe de Thoutmôsis IV
(Inscription en hiératique de la fin de la XVIIIe dynastie)

De fait, on sait qu'à la fin du règne d'Akhenaton les adorateurs du dieu Aton iront jusque dans les tombes pour effacer les noms et les représentations des dieux. Certaines tombes de Gournah portent encore ces stigmates caractéristiques de cette période trouble. Akhenaton n'hésita pas à faire marteler le nom d'Amon compris dans le cartouche de son propre père sur de nombreux monuments comme au temple de Louxor par exemple.
On peut ainsi supposer que les fidèles d'Aton aient porté leur zèle iconoclaste jusque dans la tombe de son grand-père Thoutmôsis IV.
Quoi qu'il en soit dans l'antichambre de cette tombe on trouve une inscription hiératique qui relate une inspection de la tombe en l'an 8 d'Horemheb, par le directeur du trésor Maya. Il indique qu'il procéda à la « restauration » de la tombe ce qui confirmerait l'hypothèse d'une dégradation volontaire.
Autre signe de dégradation, bien visible et plus récent cette fois, une des figures de la déesse Hathor a été mutilée à la fin du XXe siècle par des voleurs d'antiquité qui cherchèrent en vain à vendre le portrait divin sur le marché des Antiquités. Rattrapés et arrêtés, la fresque a été remise à sa place mais présente désormais la cicatrice de cet ultime acte de vandalisme que le tombeau ait eu à subir jusqu'à présent.
La momie du roi a été retrouvée en compagnie d'autres momies royales dans la tombe d'Amenhotep II dans laquelle elle a été déplacée par les prêtres de la XXIe dynastie à la suite des affaires de pillages qui éclatèrent à la fin du Nouvel Empire. Ils refermèrent la tombe et son emplacement fut oublié.
En effet, située un peu à l'écart de l'ouadi principal de la vallée, la tombe n'a été redécouverte qu'en 1903 par Howard Carter.
Lors des fouilles qu'il assura de 1903 à 1904, des restes du mobilier funéraire furent retrouvés. Tous les matériaux de valeur avaient été prélevés depuis longtemps, cependant un certain nombre d'artefacts caractéristiques du viatique funéraire royal de la XVIIIe dynastie ont pu être retrouvés et dont le tombeau de Toutânkhamon livrera plus tard un ensemble quasi complet. Les éléments les plus représentatifs sont aujourd'hui exposés au Metropolitan Museum of Art de New York, tandis que les vestiges estimés alors à l'époque des premières fouilles comme ayant peu de valeur (débris de poteries ou céramiques, offrandes alimentaires embaumées, etc.) sont toujours dans la tombe et laissés entassés dans une des annexes de la tombe comme au jour de leur découverte.

## Inscriptions

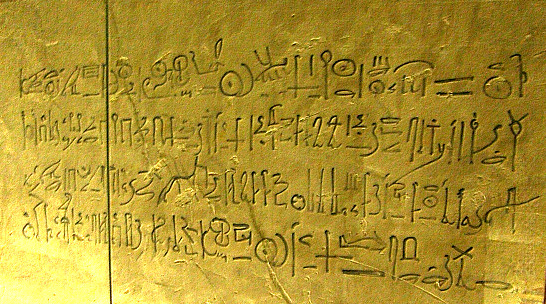
Grand graffiti hiératique relatant l'inspection de la tombe par Maya.

Sur le mur droit de l'antichambre, deux inscriptions hiératiques sont écrites en noir. Elles concernent toutes deux l'inspection de la tombe par des fonctionnaires sous le règne d'Horemheb. La première inscription, la plus grande, est la suivante :

« An 8, 3e mois de la saison akhet, jour 1, sous la majesté du roi de Haute et Basse-Égypte, Djéserkhéperourê Setepenrê, fils de Rê Horemheb Méryamon. Sa majesté la vie ! la prospérité ! la santé ! a ordonné que le porteur de l'éventail à la droite du roi, le scribe du roi, le responsable du trésor, le responsable des travaux du lieu de l'éternité [c'est-à-dire de la nécropole royale] et responsable de la fête d'Amon à Karnak, Maya, fils du noble Iaouy, né de la dame de maison Oueret, est chargé de renouveler la sépulture du roi Menkheperourê, fidèle à sa voix, dans la noble demeure à l'ouest de Thèbes. »

La seconde inscription, à droite et légèrement plus haute que la grande, est beaucoup plus courte :

« Son assistant, l'intendant de la ville du sud, Djehoutymosê, fils de Hatiay, dont la mère est Iniouhe/You-per-nehet de la ville (c'est-à-dire Thèbes). »

L'inscription plus longue fait référence à Maya à la deuxième personne et nomme incorrectement sa mère Oueret, ce qui rend peu probable qu'il soit l'auteur de l'inscription. L'écriture des deux graffitis est identique, et l'on sait que la restauration de la tombe de Toutânkhamon a également été effectuée par Djéhoutymosê, puisqu'il y a également laissé un graffito. Il est donc probable que Maya ait délégué à son subordonné Djéhoutymosê la tâche d'inspecter et de restaurer la tombe.

## Galerie photos

Tombe de Thoutmôsis IV
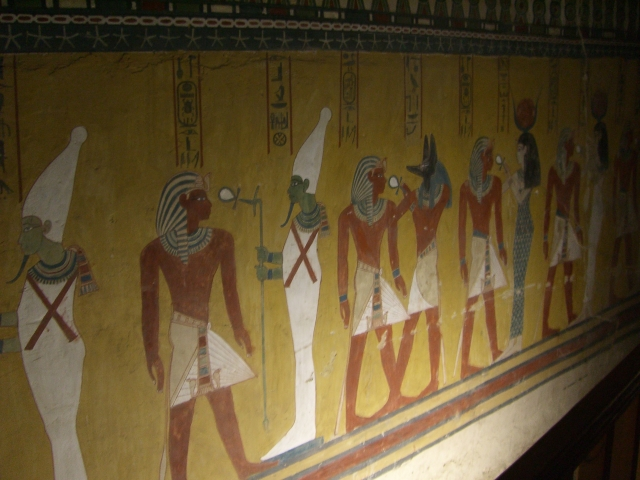
Vue de l'antichambre de la tombe de Thoutmôsis IV
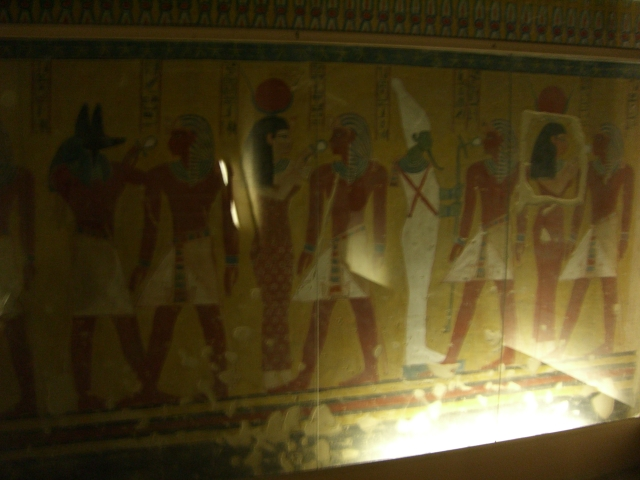
Autre vue de l'antichambre de la tombe de Thoutmôsis IV
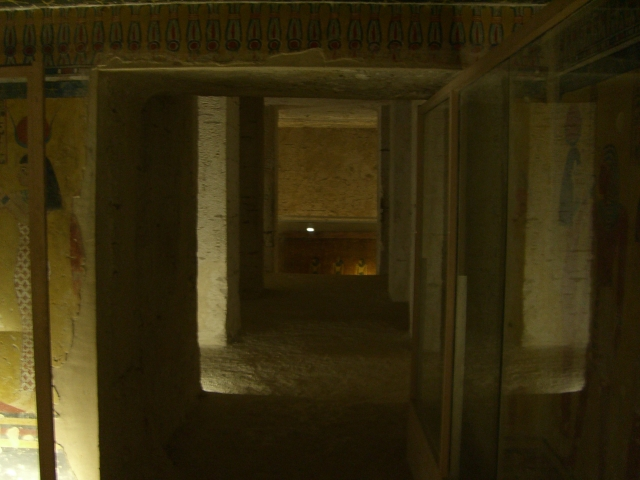
Vue vers la salle du sarcophage de Thoutmôsis IV
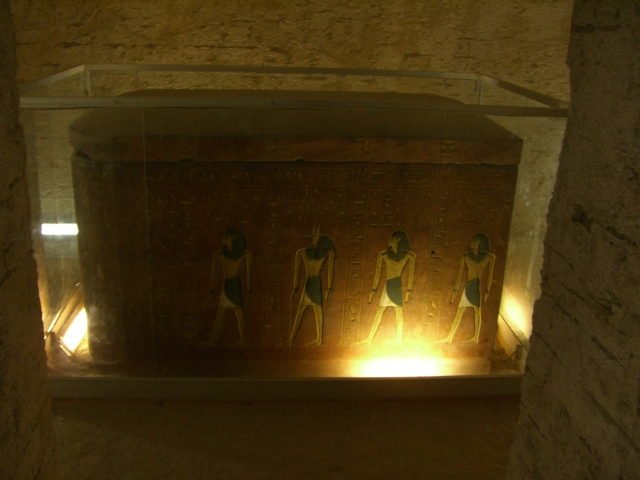
Sarcophage de Thoutmôsis IV
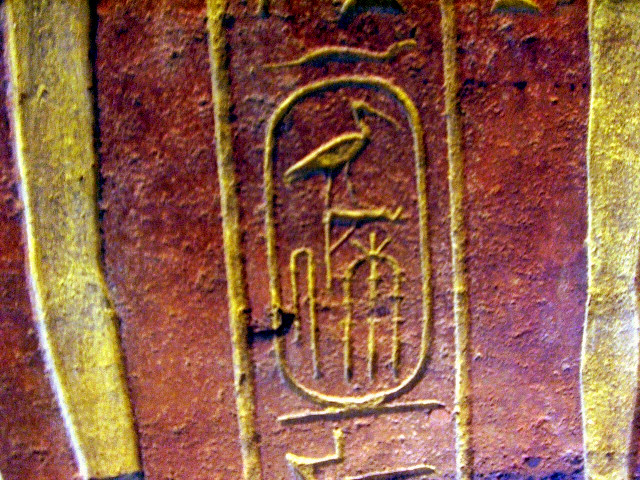
Cartouche de Thoutmôsis IV sur son sarcophage
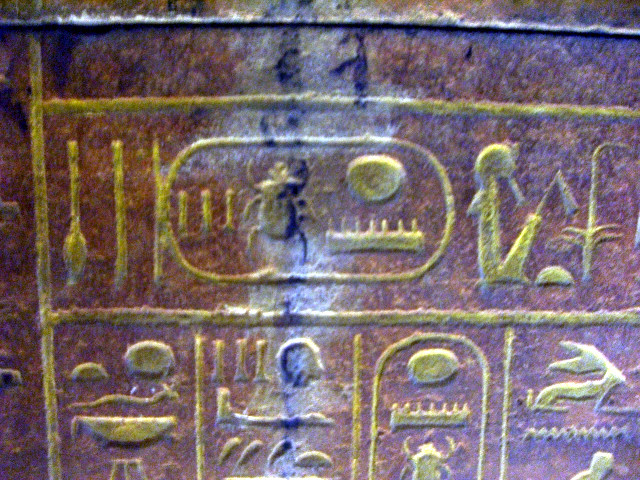
Cartouche de Thoutmôsis IV sur son sarcophage
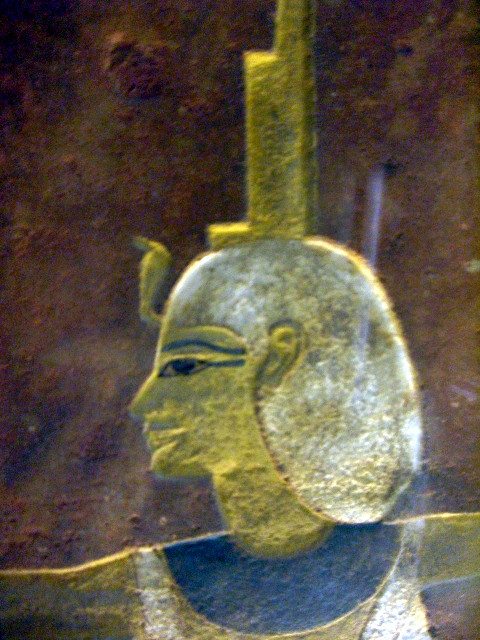
Isis - Détail du sarcophage de Thoutmôsis IV
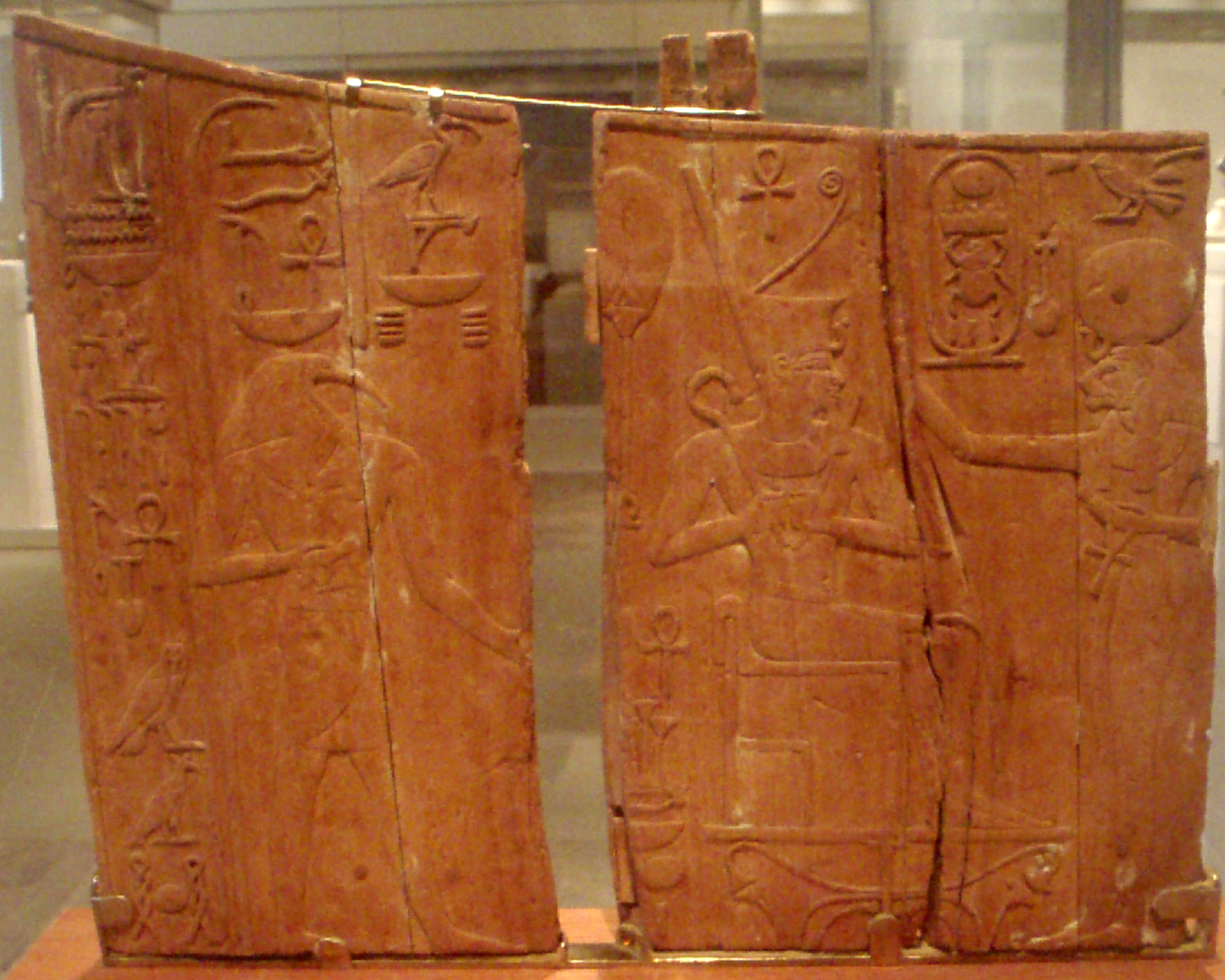
Accoudoir d'une chaise royale retrouvée dans la tombe KV 43
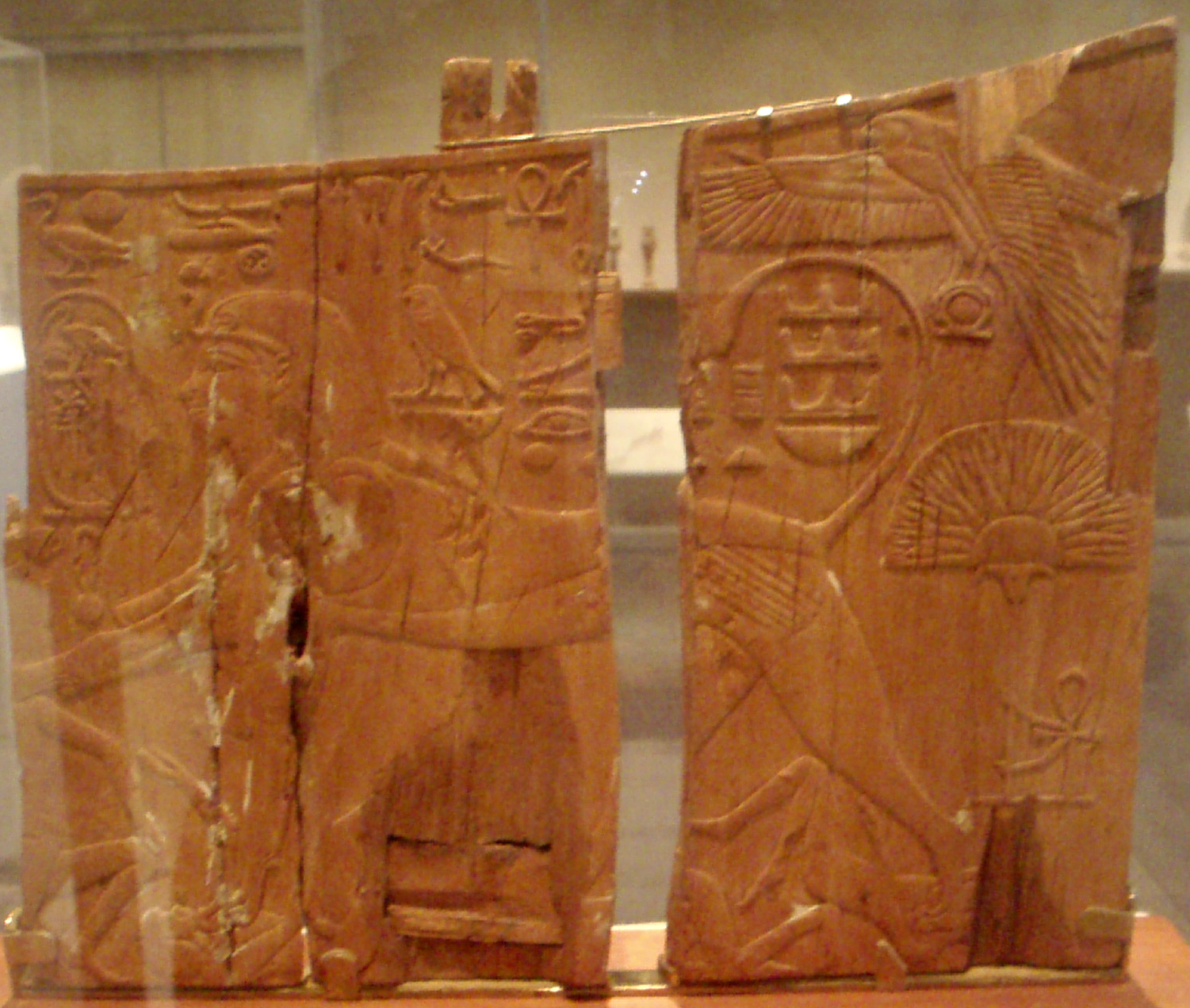
Verso du même accoudoir
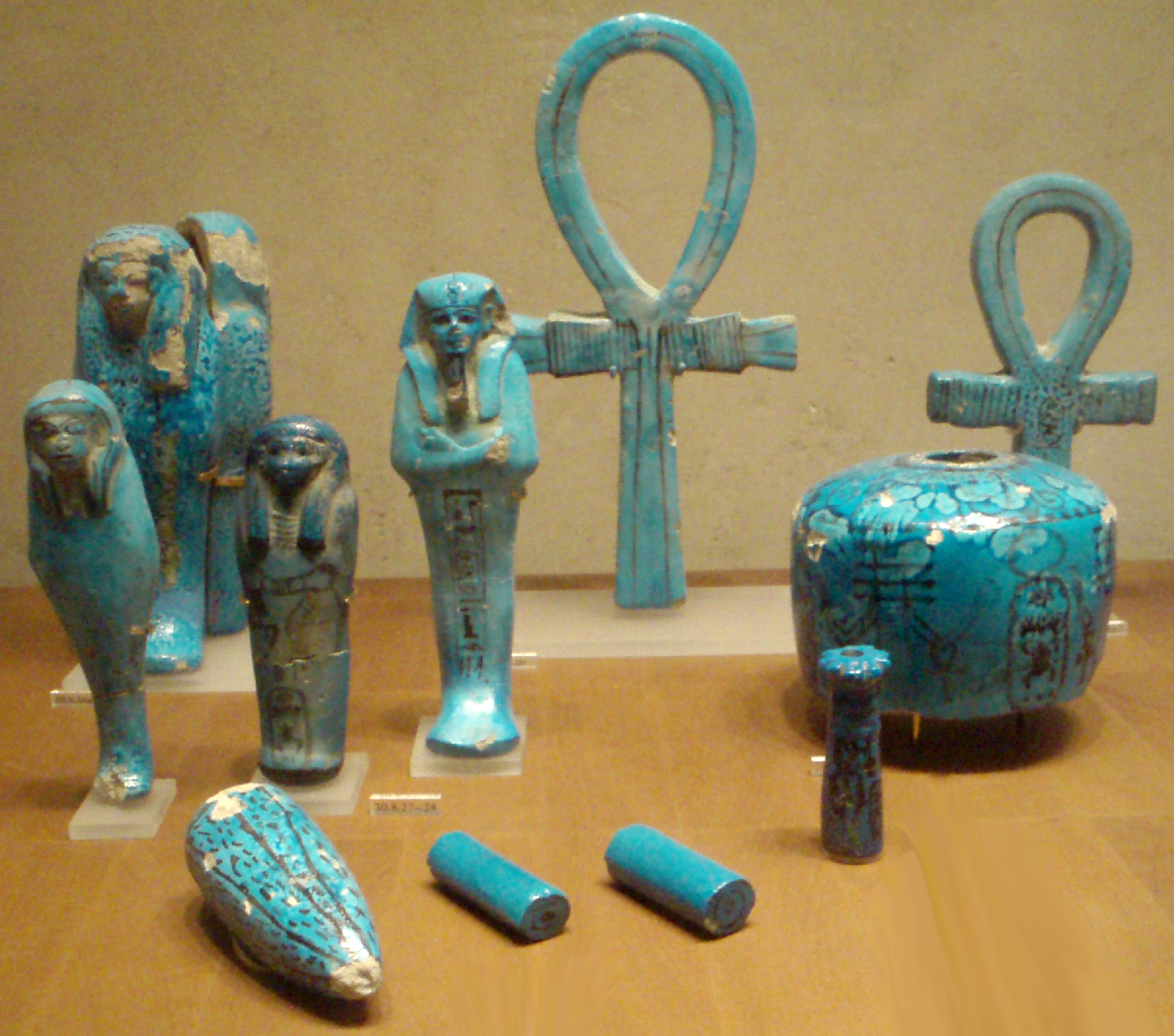
Ouchebtis et amulettes de Thoutmôsis IV retrouvés dans sa tombe dans la vallée des Rois